# مجمع 360

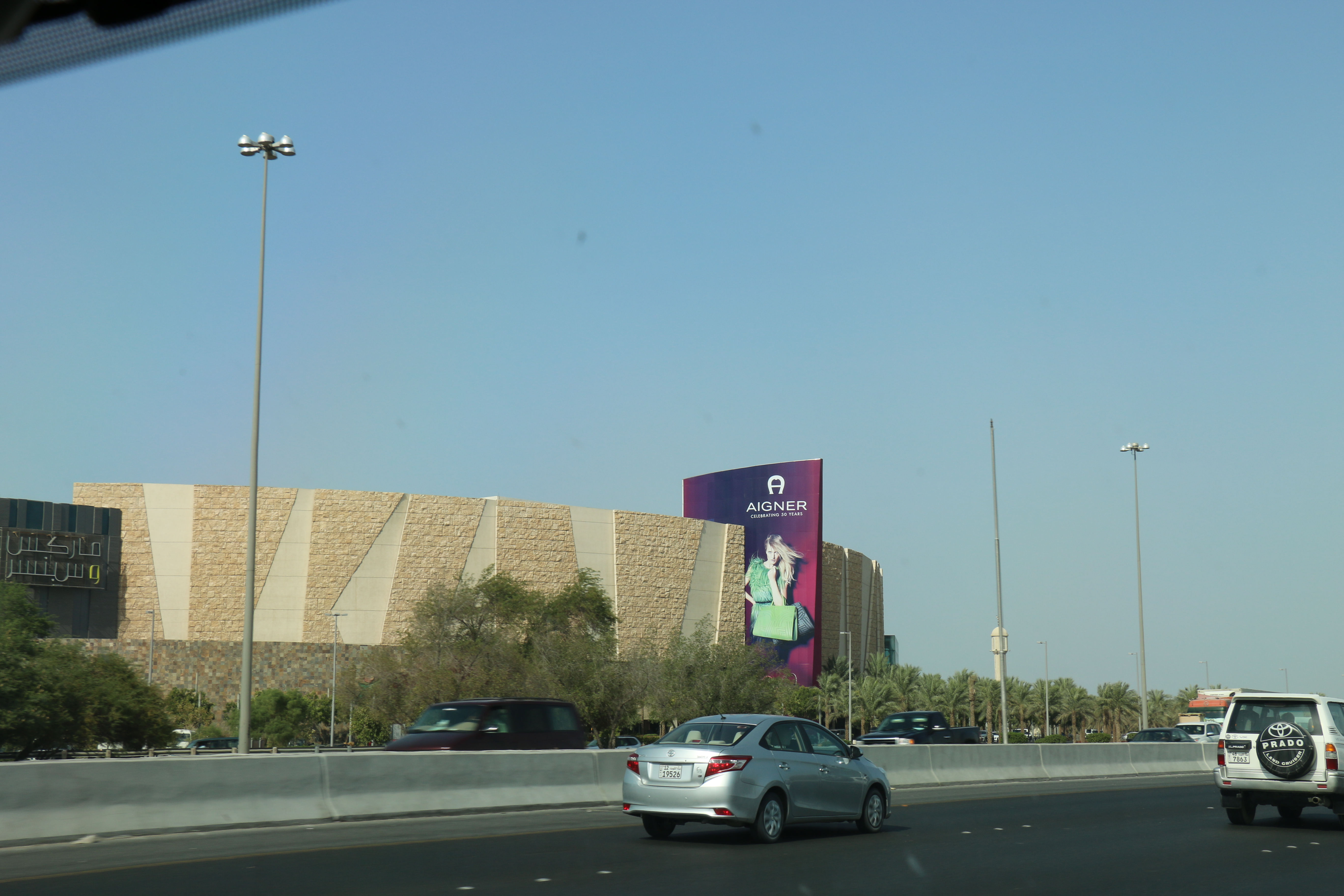
مجمع 360

مجمع 360 هو مجمع تجاري حديث في الكويت يقع على الدائري السادس السريع في منطقة جنوب السرة، تم افتتاحه في تاريخ 5 يوليو 2009 بحضور الشيخ صباح الأحمد، بمساحة تبلغ 82 ألف متر مربع، يتكون المجمع من ثلاث أدوار وثلاث أدوار للمكاتب وتوجد به 15 قاعة سينما وقاعة آيماكس وقاعة ڤي آي بي وفيه العديد من المطاعم والمحلات وعدد 130 علامة تجارية مسجلة، وحصل على جائزه أفضل مركز تسوق في العالم عام 2011، خلال الحفل السنوي لمجلة آر أل آي أفضل مركز تسوّق في العالم، كما أنه يحتوي على أكبر حديقة عمودية في العالم بهدف المحافظة على البيئة صممت من قبل عالم النبات الفرنسي باتريك بلان، و يحتوي المجمع على مواقف سيارات بعدد 1800 سيارة ليكون بذلك أكبر مواقف سيارات لمجمع تجاري في الشرق الأوسط، كما أن يوجد به على مساحة 9 آلاف متر مربع واحدة من أكبر المدن الترفيهية في الكويت.

## التصميم
للمجمع تصميم دائري الشكل، ويشتق اسمه 360 من التصميم الدائري للمجمع، وتصميمه يتبع التصميم المعماري الحديث للشكل الخارجي والداخلي.

## وصلات خارجية
- http://360mall.com/